# 田口浩正
田口 浩正（たぐち ひろまさ、1967年10月8日 - ）は、日本の俳優、声優。本名同じ。福岡県福岡市出身。血液型はO型。東福岡高等学校卒業。ホリプロ所属。趣味は社交ダンス。お笑いコンビのテンションの片方。相方は、「R-1ぐらんぷり2008」で準優勝した芋洗坂係長こと小浦一優。身長181cm。体重80kg

## 略歴
福岡市立長丘中学校時代はバスケットボール部に所属。1986年劇団東京乾電池第1期研究生となる。1988年小浦一優（芋洗坂係長）とお笑いコンビ「テンション」としてバラエティ番組などで活動したのち、1992年俳優専業となる。さまぁ〜ずとは同期であり親交がある。1998年には『MIND GAME』で監督に初挑戦。2002年、9年間の交際を実らせ結婚。2009年4月より『大人のソナタ』（テレビ朝日）で初司会を務める。2010年、東福岡高等学校の同級生、農塚誓志、佐野昌樹、後輩のデモ田中、鶴西大空と演劇ライヴチーム『8343』（やさしさ）を結成した。

## 人物
人の良い肥満体役が定番の役どころだが、傲慢な人物も演じる。『世にも奇妙な物語』の『恐怖のカラオケ歌合戦』では、同僚に散々愚弄された復讐として、食人の植物を使って自分を馬鹿にした者たちを殺させるという残忍な役を演じている。また『ROOKIES』では、自分のチームの選手を手荒く扱ったり、相手チームの選手を散々罵倒する傲慢な野球部の副顧問の役を演じている。
3人の子供がいる 。
『警視庁捜査一課9係』で共演した渡瀬恒彦に薦められ、子供をキャンプに連れて行くようにしている とのこと。
俳優の松尾諭と似てると言われており、間違えられる事も多い。

## 出演

### テレビドラマ
- 不思議少女ナイルなトトメス（1991年、フジテレビ） - ダメンテ大統領 役
- 世にも奇妙な物語（フジテレビ）
  - 「あの世への伝言サービス」（1991年） - 内田縦 役
  - 世にも奇妙な物語 春の特別編「指名手配の男」（1994年） - ピザ屋 役
  - 世にも奇妙な物語 聖夜の特別編「恐怖のカラオケ歌合戦」（1996年） - 塚崎軟一 役
  - 世にも奇妙な物語’23 夏の特別編「小林家ワンダーランド」（2023年6月17日） - 小林康浩 役[2]
- まったナシ!（1992年、日本テレビ） - 浪ノ海 役
- 土曜ワイド劇場（テレビ朝日）
  - 混浴露天風呂連続殺人11（1992年、朝日放送）
  - おかしな刑事14（2016年10月22日） - 矢沢英明 役
- いつか好きだと言って（1993年、TBS） - 田所修平 役
- 同窓会（1993年、日本テレビ） - 七月の同窓生（タカマサ） 役
- お金がない!（1994年、フジテレビ） - 吉村修平 役
- 私の運命（1994年、TBS） - 山田克雄 役
- スウィート・ホーム（1994年、TBS） - 大和田克雄（鍋オタク） 役
- お見合いの達人（1994年、TBS） - 松村哲也 役
- 古畑任三郎 スペシャル「笑うカンガルー」（1995年、フジテレビ） - 野田茂男 役
- 王様のレストラン（1995年、フジテレビ） - 畠山秀忠 役
- 花嫁は16才!（1995年、テレビ朝日） - 梶田道夫 役
- まだ恋は始まらない（1995年、フジテレビ） - 元ラグビー部員 役
- みにくいアヒルの子（1996年、フジテレビ） - 山崎哲也 役
- 素晴らしき家族旅行（1996年、フジテレビ） - 渡辺和也 役
- 木曜の怪談（1996年、フジテレビ） 
  - 魔法のキモチ - 小金丸（壺の妖精） 役
  - MMR未確認飛行物体 - MMR新人隊員（グレイ） 役
- 連続テレビ小説（NHK総合）
  - ふたりっ子（1996年） - 雨宮秋彦 役
  - とと姉ちゃん（2016年） - 山岸隆一 役
  - エール (テレビドラマ)（2020年） - 吉野福之助 役
  - 虎に翼（2024年）- 杉田次郎 役[3]
- ドラマ30
  - ふ〜ふ生活（1996年、中部日本放送） - 潔 役
  - お・ばんざい!（2007年、毎日放送） - 花園風太郎 役
- 金曜エンタテイメント（フジテレビ）
  - 帰ってきたOL三人旅6（1996年） - 花田 役
  - スチュワーデス刑事4（1996年） -  福田幸雄 役
  - お気らく主婦の豪華エステリゾート殺人事件（1998年） - 増田刑事 役
- サイコメトラーEIJI（1997年、日本テレビ）- 遠藤菊男 役
- 流れ板七人 第4話（1997年2月6日、テレビ朝日）- 北村裕美 役
- ナースのお仕事2（1997年、フジテレビ系） - 市川太一 役
- お仕事です!（1997年、フジテレビ） - 徳川佳佑 役
- 織田信長 天下を取ったバカ（1998年、TBS） - 伴田富士丸 役
- 板橋マダムス（1998年、フジテレビ） - 亀山先生 役
- プリティーモンキー（1998年、テレビ朝日） - 松田係長 役
- 月曜ドラマ・イン「スウィートデビル」（1998年、テレビ朝日） - 滑子吉武 役
- ゲームの達人（1999年、NHK総合）
- 松本清張特別企画・顔（1999年、TBS） - 劇団員 役
- 教習所物語（2000年、TBS） - 正津好男 役
- 金曜日の恋人たちへ（2000年、TBS） - 宮田明 役
- フードファイト（2000年、日本テレビ） - 米山勝吉（デビット・モウコハーン） 役
- ストレートニュース（2000年、日本テレビ） - 五十嵐雅治 役
- 金田一少年の事件簿（2001年、日本テレビ） - 百田梅男 役
- ビッグウイング（2001年、TBS） - 野原直行 役
- Pure Soul〜君が僕を忘れても〜（2001年、読売テレビ） - 水野吾郎 役
- こちら本池上署（2002年 - 2005年、TBS） - 関川佑作 役
  - 第1シリーズ（2002年）
  - 第2シリーズ（2003年）
  - 第3シリーズ（2004年）
  - 第4シリーズ（2004年）
  - 第5シリーズ（2005年）
- ツーハンマン（2002年、テレビ朝日） - ツボマン桑原 役
- ホーム&アウェイ（2002年、関西テレビ） - 南 役
- アルジャーノンに花束を（2002年、関西テレビ） - 徳永篤 役
- 三毛猫ホームズの犯罪学講座 （2002年、TBS） - 堀口康夫 役
- お義母さんといっしょ（2003年、フジテレビ） - 寺西正也 役
- あなたの人生お運びします!（2003年、TBS） - 三村鉄雄 役
- 乱歩R 第1話「人間椅子」（2004年、読売テレビ） - 河野昇一 役
- ドールハウス（2004年、TBS） - 平田一郎 役
- 極限推理コロシアム（2004年、読売テレビ） - 出渕敬一 役
- ワンダフルライフ（2004年、フジテレビ） - 林次郎 役
- 3年B組金八先生 第7シリーズ（2004年、TBS） - 狩野伸介 役
- 恋におちたら〜僕の成功の秘密〜（2005年、フジテレビ） - 武本 役
- 夢で逢いましょう（2005年、TBS） - 山田 役
- 警視庁捜査一課9係・特捜9シリーズ（2006年 - 2017年・2018年 - 、テレビ朝日） - 矢沢英明 役
  - 警視庁捜査一課9係（2006年）
  - 警視庁捜査一課9係 season2（2007年）
  - 警視庁捜査一課9係 season3（2008年）
  - 新・警視庁捜査一課9係（2009年）
  - 新警視庁捜査一課9係 season2（2010年）
  - 新・警視庁捜査一課9係 season3（2011年）
  - 警視庁捜査一課9係 season7（2012年）
  - 警視庁捜査一課9係 season8（2013年）
  - 警視庁捜査一課9係 season9 スピンオフSP（2014年）
  - 警視庁捜査一課9係 season9（2014年）
  - 警視庁捜査一課9係 season10（2015年）
  - 警視庁捜査一課9係 season11（2016年）
  - 警視庁捜査一課9係 season12（2017年）
  - 特捜9 season1（2018年）
  - 特捜9 season2（2019年）
  - 特捜9 season3（2020年）
  - 特捜9 season4（2021年）[4]
  - 特捜9 season5（2022年）[5]
  - 特捜9 season6（2023年）[6]
  - 特捜9 season7（2024年）[7]
  - 特捜9 final season（2025年）[8]
- セーラー服と機関銃（2006年、TBS） - 西野武 役
- たったひとつの恋（2006年、日本テレビ） - 棚田 役
- 松本清張ドラマスペシャル 波の塔（2006年、TBS） - 辺見博 役
- 冗談じゃない!（2007年、TBS） - 山田元雄 役
- パパとムスメの7日間 第4話・第5話（2007年7月22日・8月5日、TBS） - 両角先生 役
- 天と地と（2008年1月6日、テレビ朝日） - 戸倉与八郎 役
- 未来講師めぐる（2008年1月 - 3月、テレビ朝日） - ユーキ43 役
- ケータイ捜査官7（2008年4月 - 2009年3月、テレビ東京） - 網島健太郎 役
- ROOKIES（2008年5月、TBS） - 国松 役
- 神の雫（2009年1月 - 3月、日本テレビ） - 本間長助 役
- 子育てプレイ（2009年4月 - 6月、毎日放送） - 小山田貫 役
- JIN-仁-（TBS） - 山田純庵 役
  - JIN-仁-（2009年10月11日 - 12月20日）
  - 開局60周年記念ドラマ JIN-仁- 完結編（2011年4月17日 - 6月20日）
- 古代少女ドグちゃん（2009年、毎日放送） - 五味 役
- 特上カバチ!!（2010年、TBS） - 上杉 役
- 必殺仕事人スペシャルドラマ（2010年 - 2016年、朝日放送・テレビ朝日） - 結城新之助 役
  - 必殺仕事人2010（2010年7月10日、スペシャルドラマ）
  - 必殺仕事人2012（2012年2月19日、ABC創立60周年記念 スペシャルドラマ）
  - 必殺仕事人2013（2013年2月17日、スペシャルドラマ）
  - 必殺仕事人2014（2014年7月27日、スペシャルドラマ）
  - 必殺仕事人2015（2015年11月29日、スペシャルドラマ）
  - 必殺仕事人2016（2016年9月25日、スペシャルドラマ）[9]
- サザエさん2・4（2010年8月8日・2013年12月1日、フジテレビ） - 花沢花子の父 役
- なぜ君は絶望と闘えたのか（2010年9月25日・26日、WOWOW） - 酒井幸雄 役
- 黄金の豚-会計検査庁 特別調査課- 第2話（2010年10月27日、日本テレビ） - 捜査官（とんちゃん） 役
- モリのアサガオ 第5話（2010年11月15日、テレビ東京） - 福田健吾 役
- 遺恨あり 明治十三年 最後の仇討（2011年2月26日、テレビ朝日） - 渡辺助太夫 役
- 水曜ミステリー9「嘘の証明 犯罪心理分析官・梶原圭子シリーズ」（2012年5月 -  2013年10月、テレビ東京） - 梶原隆俊 役
- 浪花少年探偵団 第7話（2012年8月13日、TBS） - 上原政司 役
- 平清盛（2012年、NHK総合 大河ドラマ） - 平貞能 役
- ドラマ10「サイレント・プア」（2014年4月 - 6月、NHK総合） - 久慈五朗 役
- MOZU Season1〜百舌の叫ぶ夜〜（2014年4月 - 6月、TBS） - 赤井信輝 役
- みをつくし料理帖2（2014年6月8日、テレビ朝日） - 坂村堂 役
- きょうは会社休みます。（2014年10月 - 12月、日本テレビ） - 武士沢吉洋 役
- ドラマスペシャル「フラガールと犬のチョコ」（2015年3月11日、テレビ東京） - 森田善光 役
- ふたがしら（2015年6月 - 7月、WOWOW） - 叶屋喜兵衛 役
- 時をかける少女（2016年7月 - 8月、日本テレビ） - 浅倉努 役
- 地味にスゴイ! 校閲ガール・河野悦子（2016年10月 - 12月、日本テレビ） - 尾田大将 役
  - 地味にスゴイ!DX 校閲ガール・河野悦子（2017年9月20日）
- 三匹のおっさん 第3シリーズ 第6話（2017年2月24日） - 遠山吾郎 役
- 雲霧仁左衛門3（2017年、NHK総合） - 藤堂和泉守 役
- 月曜名作劇場（TBS）
  - 信濃のコロンボ5（2017年） - 坂口隆太郎 役
  - 警視庁岡部班（2017年） - 坂口隆太郎 役
- 時空超越ドラマ&ドキュメント 美子伝説（2018年1月2日、NHK BSプレミアム スペシャルドラマ） - 西郷隆盛 役
- 命売ります（2018年1月 - 3月、BSジャパン） - 宮本 役
- 日経ドラマスペシャル 琥珀の夢（2018年10月5日、テレビ東京） - 中井大五郎 役[10]
- Heaven? 〜ご苦楽レストラン〜（2019年7月9日 - 9月10日、TBS） ‐ 鱸克雄 役
- ハル〜総合商社の女〜（2019年10月21日 - 12月9日、テレビ東京） ‐ 田村修 役
- 月曜プレミア8
  - ラストライン 刑事 岩倉剛（2020年6月29日、テレビ東京） - 水谷祐一 役[11]
- 危険なビーナス（2020年10月11日 - 12月13日、TBS） - 支倉隆司 役[12]
- 天国と地獄〜サイコな2人〜 第6話（2021年2月21日、TBS） - 十和田元 役
- 世にも奇妙な君物語 第4話「13.5文字しか集中して読めな」（2021年3月26日、WOWOW） - 渡辺部長 役
- ミステリと言う勿れ 第8話・第9話（2022年2月28日・3月7日、フジテレビ） - デラ（奥寺刑事） 役
- 罠の戦争（2023年1月16日 - 3月27日、関西テレビ・フジテレビ） - 虻川勝次 役[13]
- 商店街のピアニスト 永遠の調べ（2023年10月7日 - 12月23日、BS松竹東急） - 主演・水崎恵太 役[14]
- 義母と娘のブルースFINAL 2024年謹賀新年スペシャル（2024年1月2日、TBS） - 俳優・田串浩正 役
- 正直不動産2 第5話（2024年2月6日、NHK総合） - 河原稔 役
- 藤子・F・不二雄 SF短編ドラマ シーズン2「3万3千平米」（2024年4月28日、NHK BS）[15]
- 素晴らしき哉、先生!（2024年8月18日 - 10月6日、朝日放送テレビ・テレビ朝日） - 吉沢誠 役[16]
- デスゲームで待ってる（2024年10月25日 - 12月27日、関西テレビ） - 疋川宏 役[17]
- 特集ドラマ「天城越え」（2025年3月23日：BS8K、5月10日：BSプレミアム4K、6月14日：NHK BS） - 呉服屋 役[18]

### 映画
- ファンシィダンス（1989年、大映） - 信田珍来 役
- シコふんじゃった。（1992年、東宝） - 田中豊作 役
- オールナイトロング（1992年、大映） - 玉利 役
- 熱血ゴルフ倶楽部（1994年、パル企画） - 葛西弘二 役
- ファットマンブラザーズ〜百貫探偵〜（1995年、バンダイビジュアル） - 綾小路一也 役
- Shall we ダンス?（1996年、東宝） - 田中正浩 役
- ガメラ2 レギオン襲来（1996年、東宝） - 銭湯の学生 役
- ラヂオの時間（1997年、東宝） - 辰巳真 役
- Lie lie Lie（1997年、東映） - 銀行員 役
- MIND GAME（1998年、松竹）※監督
- BLOOD 狼血（1999年、日活） - 暗闇の男 役
- のど自慢（1999年、東宝・シネカノン） - ディレクター 役
- サラリーマン金太郎（1999年、東宝） - 半田文彦 役
- きみのためにできること（1999年、日活） - 近藤一樹 役
- GTO（1999年、東映） - 畑山聡 役
- SWING MAN（2000年、ビデオプランニング） - 溝口マネージャー 役
- ちんちろまい（2000年、ソニー・ピクチャーズ エンタテインメント） - 田淵広政 役
- みんなのいえ（2001年、東宝） - ゴジラ
- 大混乱 ホンコンの夜（2001年、大映） - 三木拓郎 役
- 恋に唄えば♪（2002年、東映） - 山田医師 役
- KEEP ON ROCKIN'（2002年、東映）
- スカイハイ 劇場版（2003年、東映） - 岸一雄 役
- 17才 （2002年、スローラーナー） - 屋台のSWINGMA 役
- eiko〈エイコ〉（2003年、日本シムコ＝東京テアトル）
- 蟲（2005年、アルバトロス・フィルム） - 医師 役
- フライ,ダディ,フライ（2005年、東映） - 高橋 役
- 妖怪大戦争（2005年、松竹） - 一本だたら 役
- 乱歩地獄「蟲」（2005年、アルバトロス・フィルム） - 皮膚科医 役
- 大停電の夜に（2005年、アスミック・エース） - 回転寿司の客 役 ※友情出演
- 猫目小僧（2006年、アートポート） - 藤崎勝 役
- 大奥（2006年、東映） - 岡本平右衛門 役
- それでもボクはやってない（2007年、東宝） - 月田一郎 役
- パッチギ! LOVE&PEACE（2007年、シネカノン） - 南プロデューサー 役
- マリッジリング（2007年、アートポート） - 野田課長 役
- 歌謡曲だよ、人生は「エンディング 東京ラプソティ」（2007年、ザナドゥー） - 運転士 役
- チーム・バチスタの栄光（2008年、東宝） - 羽場貴之 役
- 僕の彼女はサイボーグ（2008年、GAGA） - 銃を乱射する男 役
- 花より男子F（2008年、東宝） - 記者 役
- 僕らのワンダフルデイズ（2009年、角川映画） - 住職 役 ※友情出演
- おっぱいバレー（2009年、ワーナー・ブラザース映画・東映） - 竜王中学男子バレー部コーチ 役
- 火天の城（2009年、ショウゲート） - 中川左内 役
- サラリーマンNEO 劇場版(笑)（2011年、ショウゲート） - 斉藤豪太 役
- 偉大なる、しゅららぼん（2014年、東映、アスミック・エース） - 日出洋介 役
- 舞妓はレディ（2014年、東宝） - 長唄の師匠 役
- ジョーカー・ゲーム（2015年、東宝） - 矢島中佐 役[19]
- 超高速!参勤交代 リターンズ（2016年、松竹） - 徳川宗春 役
- 本能寺ホテル（2017年、東宝） - 大塚 役
- 空飛ぶタイヤ（2018年、松竹） - 平本克幸 役
- マスカレード・ホテル（2019年、東宝） - 政治評論家 役
- おとなの事情 スマホをのぞいたら（2021年、ソニー・ピクチャーズ エンタテインメント） - 園山零士 役
- 高津川（2019年11月29日先行公開、2022年2月11日全国公開、ギグリーボックス） - 大庭誠 役
- 太陽とボレロ（2022年6月3日、東映） - 牧田九里郎 役[20]
- 沈黙のパレード（2022年9月16日、東宝） - 戸島修作 役[21]
- こんにちは、母さん（2023年9月1日、松竹）- 久保田常務 役

### 舞台
- 四谷怪談（2001年、シアターコクーン） - 宅悦 役
- ネジと紙幣（2009年、銀河劇場）
- バブー・オブ・ザ・ベイビー - UNDEAD OR UNALIVE -（2013年、本多劇場 / 仙台市民会館大ホール）
- 殺意の代償（2025年、品川プリンスホテル クラブeX）[22]

### テレビアニメ
- 毎日かあさん（2009年4月 - 2012年3月、テレビ東京） - とうさん（鴨原穣） 役
- HUNTER×HUNTER（2013年、日本テレビ） - マサドルデイーゴ 役

### 劇場アニメ
- 放課後ミッドナイターズ（2012年、ティ・ジョイ） - ゴス 役[23]
- BUDDHA2 手塚治虫のブッダ -終わりなき旅-（2014年、東映アニメーション） - パセーナディ王 役[24]

### ゲーム
- ユーラシアエクスプレス殺人事件（1998年、エニックス） - 西倉孝一 役

### 人形劇
- シャーロック ホームズ（2014年、NHK Eテレ） - バーソロミュー・ショルトー / サディアス・ショルトー 役

### ラジオ
- 京極夏彦ラジオドラマ 『百器徒然袋』（2006年、ABCラジオ） - 僕(本島俊夫) 役
- 東京海上日動 presents「Humanglobe Traveler」（2011年、TOKYO FM）- 西表大和 役
- Wellith LIFE IS BEAUTIFUL（2015年2月11日・4月1日 - 9月30日、J-WAVE） - 高野良平 役

### バラエティ
コンビでの出演歴についてはテンション (お笑い)を参照。
- サラリーマンNEO（2005年 - 2011年、NHK総合）
- 怒涛のくるくるシアター（1992年、読売テレビ） - テンションとして
- 電動くるくる大作戦（1992年 - 1993年、読売テレビ） - テンションとして
- メレンゲの気持ち（日本テレビ）
- 世直しバラエティー カンゴロンゴ（2009年1月、NHK総合）
- 大人のソナタ（2009年、テレビ朝日）

### CM
- 日本マクドナルド
- 大鵬薬品工業「ソルマック」
- 西日本旅客鉄道
- トヨタ自動車「スターレット」（1994年）
- 富士フイルム「フジカラー」（1999年） - 田中麗奈と共演[25][26]

### 配信ドラマ
- 沈黙の艦隊 シーズン1 〜東京湾大海戦〜（2024年2月9日〈予定〉 - 、Amazon Prime Video）[27]

### その他
- ホリデーインタビュー（2010年10月11日、NHK）
- しぜんとあそぼ「ふくろう」（2015年3月21日、NHK教育テレビジョン） - ナレーション

## 音楽活動
- 1995年に、伊集院光・石塚英彦と共にFATMAN BROTHERSというユニットを組み、パイオニアLDCからアルバムを発売している。（アルバムのタイトルもユニット名と同じ）